# Oleksandr Nazarenko
Oleksandr Yevheniyovych Nazarenko (en ukrainien : Олександр Євгенійович Назаренко), né le 1er février 2000 à Dnipro en Ukraine, est un footballeur ukrainien évoluant au poste d'ailier droit au Polissia Jytomyr.

## Biographie

### En club
Natif de Dnipro en Ukraine, Oleksandr Nazarenko est formé au FK Dnipro où il fait ses débuts professionnels le 9 juillet 2017, contre le SK Demnya, dans le cadre de la Coupe d'Ukraine. Il prend ensuite part à 27 matchs de troisième division et marque huit buts durant le reste de la saison 2017-2018.
Le 28 juin 2018, est annoncé l'arrivée de Nazarenko au SK Dnipro-1, le club évolue alors en deuxième division. Il est élu joueur du mois de septembre en 2018. Le 11 novembre 2018, il inscrit un doublé lors de la victoire en championnat de son équipe face au Hirnyk-Sport Horichni Plavni (0-3). Terminant premier du championnat, le SK Dnipro-1 est sacré champion lors de cette saison 2018-2019, et le club se voit ainsi promu dans l'élite du football ukrainien.
Nazarenko découvre la première division ukrainienne lors de la saison 2019-2020, jouant son premier match lors de la première journée, le 31 juillet 2019, contre l'Olimpik Donetsk. Il se fait remarquer en délivrant une passe décisive pour Vladyslav Soupriaha lors de cette rencontre remportée par son équipe (2-0).

### En sélection
Le 14 octobre 2019, Oleksandr Nazarenko joue son premier match avec l'équipe d'Ukraine espoirs, face à la Grèce. Il entre en jeu à la place de Yevhen Cheberko et Les jeunes ukrainiens s'imposent sur le score de deux buts à zéro ce jour-là.

## Statistiques
| Saison                | Club                  | Championnat           | Championnat | Championnat | Coupe(s) nationale(s) | Coupe(s) nationale(s) | Total | Total |
| Saison                | Club                  | Division              | M.          | B.          | M.                    | B.                    | M.    | B.    |
| 2017-2018             | FK Dnipro             | D3                    | 27          | 8           | 1                     | 0                     | 28    | 8     |
| Sous-total            | Sous-total            | Sous-total            | 27          | 8           | 1                     | 0                     | 28    | 8     |
| 2018-2019             | SK Dnipro-1           | D2                    | 25          | 7           | 3                     | 1                     | 28    | 8     |
| 2019-2020             | SK Dnipro-1           | D1                    | 26          | 2           | 2                     | 0                     | 28    | 2     |
| 2020-2021             | SK Dnipro-1           | D1                    | 11          | 4           | 2                     | 2                     | 13    | 6     |
| Sous-total            | Sous-total            | Sous-total            | 62          | 13          | 7                     | 3                     | 69    | 16    |
| Total sur la carrière | Total sur la carrière | Total sur la carrière | 89          | 21          | 8                     | 3                     | 97    | 24    |

## Palmarès
SK Dnipro-1
- Champion d'Ukraine D2 (1) :
  - Champion : 2018-19.